# 아이다정
아이다정(英田町)은 오카야마현 북동부에 위치했던 정이다. 2005년 3월 31일, 아이다군 미마사카정, 사쿠토정, 오하라저, 히가시아와쿠라촌, 가쓰타군, 가쓰타정과 신설 합병으로 미마사카정이 되어 소멸하였다. 

## 지리
기비 고원의 동부에 위치하며 구릉과 산림으로 차지하고 있다.마을 동부에는 오카야마 국제 서킷(구칭 TI 서킷 아이다)이 있어 모터스포츠가 행해지고 있다.

## 역사
- 1955년 2월 1일 - 아이다군 후쿠모토촌, 가와이촌의 2촌이 합병해 아이다정이 되었다.
- 2005년 3월 31일 - 아이다군 미마사카정, 사쿠토정, 오하라정, 히가시아와쿠라촌, 가쓰타군, 가쓰타정과 신설 합병으로 미마사카정이 되었다.

## 교통

### 도로
- 국도 제374호선 (일본)(일본어판)